# Telén
Telén é um município da Argentina localizado no departamento de Loventué, província de La Pampa.